# بندكت الثالث
البابا بندكت الثالث (باللاتينية: Benedictus III) هو بابا الكنيسة الكاثوليكية في الفترة من 29 سبتمبر 855 إلى 17 أبريل 858.
لا يعرف الكثير عن حياة بندكت الثالث قبل توليه كرسي البابوية. عاش بندكت الثالث وتعلم في روما، وكان يشغل منصب كاردينال كنيسة سان كاليستو عند انتخابه للبابوية. اشتهر بندكت بتقواه واتساع معارفه.
توسط بندكت الثالث في النزاع الذي نشب بين أبناء لوثر الأول (وهم من سيكون مستقبلًا لوثر الثاني والإمبراطور لويس الثاني وشارل دي بروفانس) في أعقاب وفاة أبيهم. كما كانت له مواقف أخرى في قضايا أخرى، وكانت له مواقف صلبة في مواجهة القسطنطينية.